# Сад дружбы (Санкт-Петербург)
Сад дру́жбы — китайский сад, расположенный около домов № 15-17 на Литейном проспекте в Санкт-Петербурге. Создан в начале XXI века к трёхсотлетнему юбилею города.
Сад был открыт в мае 2003 года в честь празднования трёхсотлетия города как подарок от Шанхая, города-побратима Санкт-Петербурга. Был назван губернатором Санкт-Петербурга Владимиром Яковлевым «Садом дружбы». Сад является уменьшенной копией шанхайского сада Юй Юань («Сада Радости»).
Садик занимает территорию более двух тысяч квадратных метров. На его территории расположена «Стена девяти драконов», «Пагода дружбы», каменный мостик над небольшим искусственным водоёмом с сооружённым при нём фонтаном. Разнообразные камни, располагающиеся на территории сада, согласно традиции, создают иллюзию миниатюрных горных хребтов. Сад украшен и деревьями — небольшими соснами, ивами и яблонями. Кроме того, в саду растёт одно дерево японской сакуры.
Все основные материалы для создания садика были доставлены из Шанхая.
Владимир Яковлев вручил строителям садика почётные грамоты, в которых сказано: «Ваши имена включены в почётный список строителей Северной столицы России».

## Стена девяти драконов
Стена украшена девятью драконами, священными животными Китая, отгоняющими злых духов. Драконы выполнены из керамики и покрыты цветной глазурью.

## Пагода дружбы
Пагода предназначена для чайной церемонии и медитации на открытом воздухе. У её входа расположены два льва, выполненных в азиатском стиле и напоминающих ши-цза.

## Сад
Сад украшают камни «тай ху ши», привезённые с озера Тайху, расположенного в Южном Китае. Деревья в саду, так же как и в садах Китая, не подстригаются.
- Пагода дружбы
- Один из львов
- Сад: камни и мостик
- Цветущая сакура в саду